# Phoxinus oxyrhynchus
Phoxinus oxyrhynchus är en fiskart som först beskrevs av Mori, 1930.  Phoxinus oxyrhynchus ingår i släktet Phoxinus och familjen karpfiskar. Inga underarter finns listade i Catalogue of Life.